# Transmissió DSG

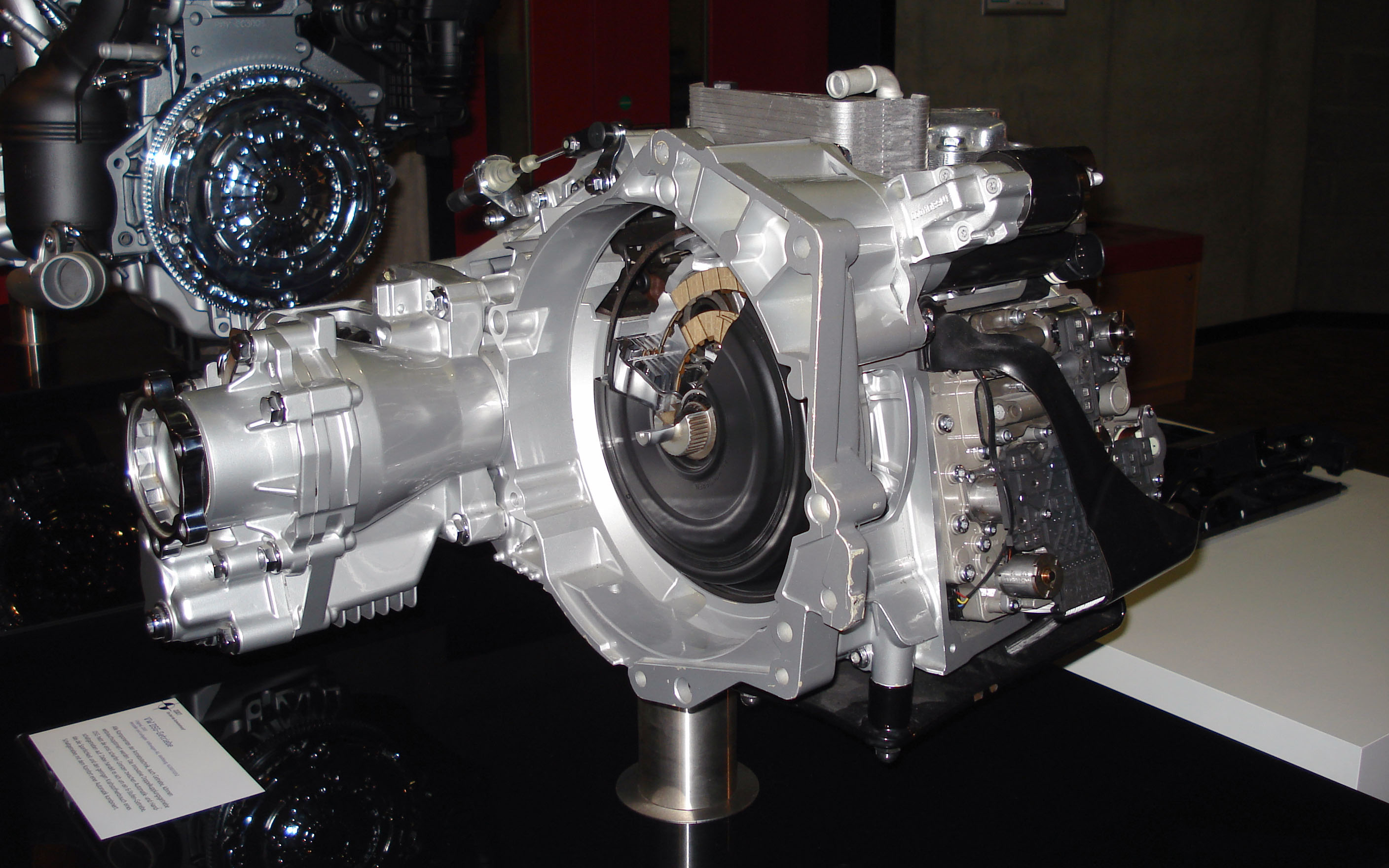
Vista transversal parcial de la transmissió DSG de sis velocitats de Volkswagen. Acoblaments concèntrics multiplaques col·locats juntament amb un mòdul mecatrònic

Esquema d'una transmissió d'embragatge dual

Caixa de canvis d'embragatge dual

La transmissió DSG o caixa de canvis de canvi directe (alemany: Direktschaltgetriebe), abreujat habitualment amb DSG, és una caixa de canvis automàtica d'embragatge doble, de doble eix, controlada electrònicament, en un eix de transmissió o tradicional (depenent del motor / transmissió) configuració), amb accionament automàtic d'embragatge i amb modes automàtic o semi-manual. Les primeres transmissions de embragatge doble es van derivar de Porsche de desenvolupament intern per al Porsche 962 en la dècada de 1980.
És totalment automàtica o semiautomàtica i no té el pedal d'embragatge clàssic. consta d'un embragatge dual acoblat a una transmissió manual clàssica, controlat electrònicament. En termes senzills, un DSG automatitza dues caixes de canvis "manuals" (i embragatges) separats que es troben dins d'una mateixa carcassa i funcionen com una sola unitat.
La primera transmissió d'embragatge dual prové de Porsche per a cotxes de carreres als anys vuitanta. En poques paraules, dues transmissions i embragatges independents integrats en una sola carcassa funcionen com una sola unitat. Va ser construït per Borg Warner. Va ser patentat inicialment pel Grup Volkswagen (que inclou vehicles comercials Volkswagen, Audi, Seat, Škoda, Lamborghini, Bentley, Bugatti, Porsche i Volkswagen) amb el suport d'IAV GmbH. En utilitzar dos embragatges mútuament independents, dsg aconsegueix un temps de desplaçament més curt i elimina el convertidor de parell d'una transmissió automàtica clàssica.

## DSG transversal
A principis del 2003, va començar la producció massiva de la primera transmissió d'embragatge dual al mercat alemany al Volkswagen Golf R32, poc després a l'Audi TT 3, 2. Durant els primers anys, només va ser possible obtenir DSG en vehicles amb motor de tracció davantera muntat transversalment o tracció a les quatre rodes amb embragatge Haldex. El primer Dsg transversal es va produir amb sis marxes endavant i una marxa enrere, mitjançant un embragatge submergit en oli de múltiples plaques. Es va utilitzar per a motors de fins a 350 Nm parell i pesava 93 kg per als vehicles amb tracció davantera. Produïen 1.500 unitats al dia .. A principis de 2008 van ser els primers del món a produir una transmissió DSG de set velocitats. Es diferencia dels embragatges de sis velocitats per tenir dos embragatges secs de set velocitats. L'embragatge es va construir en sistemes Luk Clutch. La transmissió DSG de set velocitats s'utilitza en vehicles més petits, amb un parell motor inferior inferior, amb tracció davantera com el Volkswagen Golf, Polo i Seat Ibiza d'última generació, on el parell no supera els 250 Nm. La transmissió té una capacitat d'oli d'1,7 litres, molt inferior a la transmissió de sis velocitats de transició. El 2010 van produir una transmissió DSG de set velocitats per a parells de motor de fins a 500 Nm i es va instal·lar primer a l'Audi TT RS.

## DSG longitudinal d'Audi
Cap a finals de 2008, Audi va produir una nova transmissió dsg longitudinal de set velocitats anomenada S tronic. El constructor va ser l'enginyer de transmissió d'Audi Mario Schenker. A principis del 2009, es feia servir per a alguns cotxes Audi amb un motor muntat longitudinalment, de la mateixa manera que una transmissió de sis velocitats té un embragatge humit de diverses plaques. L'embragatge extern més gran té un embragatge de 10 plaques i l'embragatge intern més petit té 12 làmines. El canvi cap a la transmissió de sis velocitats també es troba en el sistema de lubricació. El S tronic té dos circuits de lubricació completament separats. Un circuit conté 7,5 litres d'oli per a embragatges hidràulics i mecatrònica, que és un oli sintètic complet per a transmissions automàtiques (ATF). El segon circuit lubrica la part d'engranatges de la caixa de canvis i el diferencial davanter i conté 4,3 litres d'oli clàssic d'hipenol per a les caixes de canvis. El parell màxim del motor per a aquest tipus de transmissió és de 600 Nm i la potència del motor és de fins a 330 kw. La transmissió pesa 141,5 kg amb tots els olis i un volant de dues masses. Està disponible en una variant quattro de tracció a les quatre rodes.

## Operació

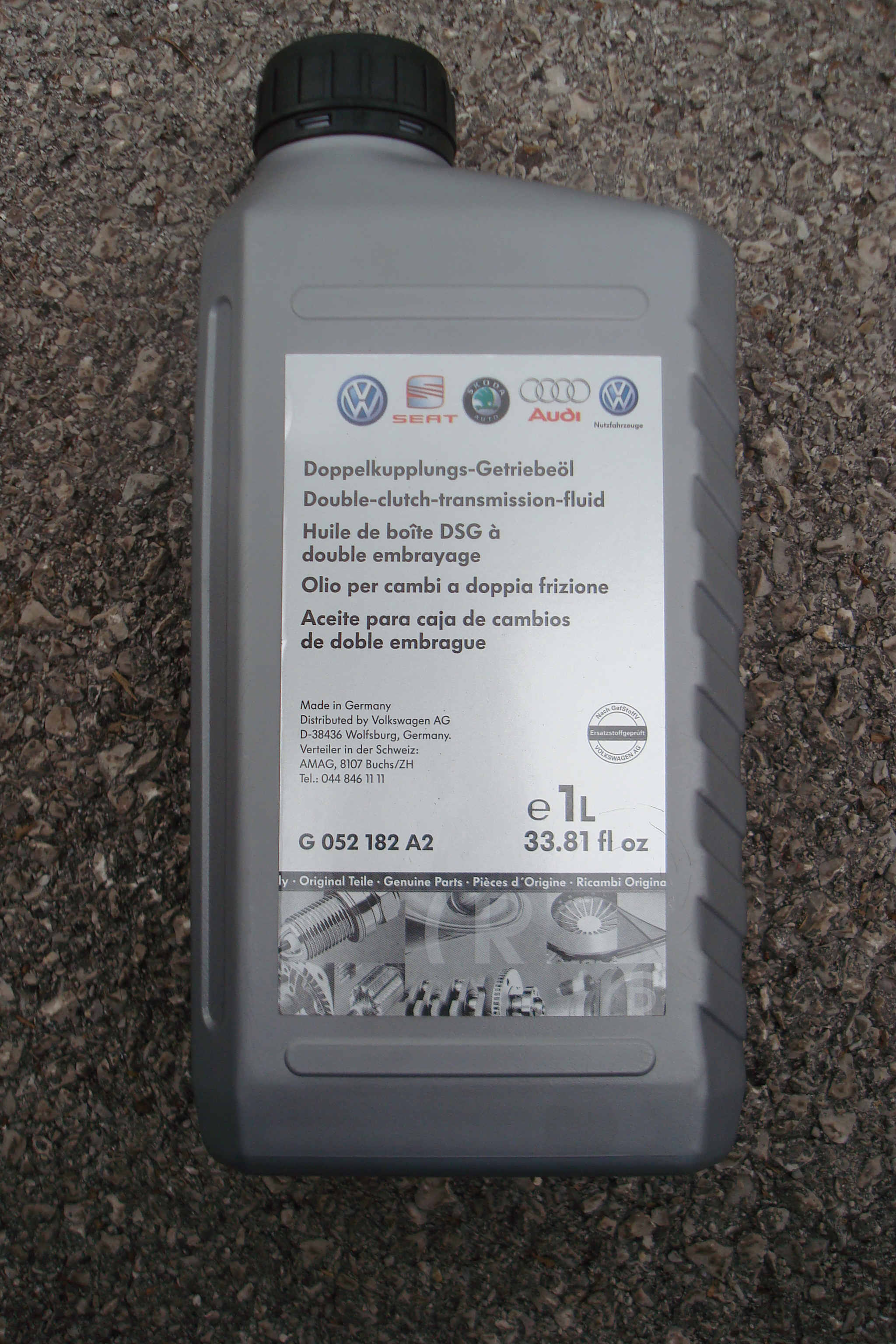
Embalatge d'emmagatzematge d'oli per a transmissió DSG

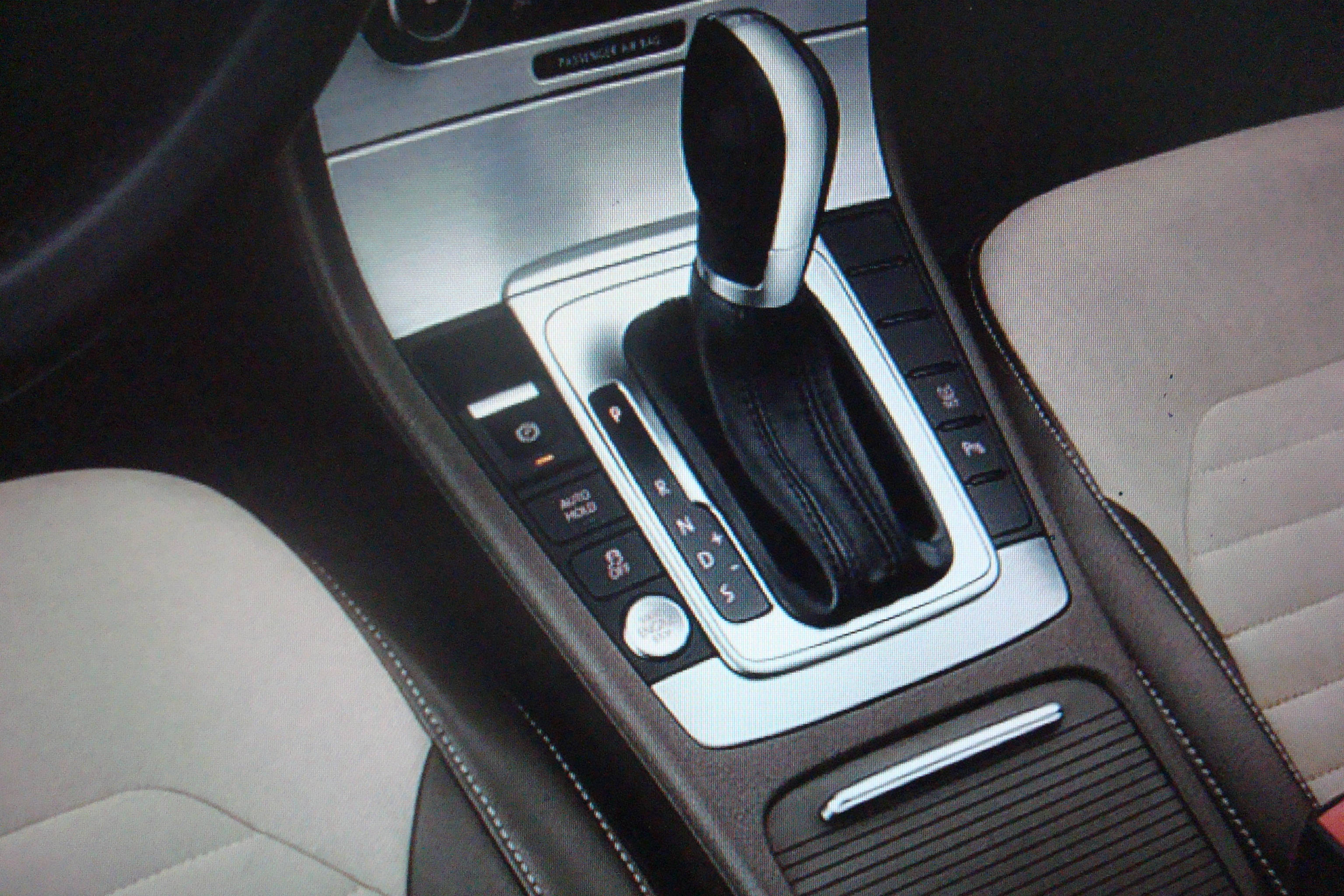
Palanca de canvis DSG

Tots aquests tipus de transmissió tenen dos embragatges complets. L'embragatge exterior controla la primera, la tercera, la cinquena (o si també hi ha setena marxa) i la marxa enrere. L'embragatge exterior té un diàmetre més gran que l'interior i pot suportar parells més elevats. L'embragatge intern controla la segona, la quarta i la sisena marxa. En lloc d'un embragatge sec d'una sola placa estàndard, cada kit de transmissió DSG de sis velocitats té un embragatge humit de quatre plaques, similar a les motos. A causa de la manca d'espai, els embragatges dobles són concèntrics i els eixos de la caixa de canvis són buits i igualment concèntrics. Com a resultat, l'engranatge està llest per endavant i es produeix una transmissió sense accionament i el parell es transfereix d'un conjunt a un altre. Això vol dir que el DSG només necessita 8 mil·lisegons per passar a una velocitat superior. El Dsg és molt més ràpid en moviment en comparació amb la transmissió manual seqüencial F430 Scuderia de Ferrari, ja que triga 60 mil·lisegons a moure's. En el moment del canvi, les rodes no tenen tracció.

## Gestió de transmissions DSG
La gestió és similar a les transmissions automàtiques clàssiques.
Posició de la palanca de canvis.
- P- s'utilitza quan el vehicle està estacionat, el fre d'estacionament està actiu
- N- s'utilitza quan el vehicle està parat, al ralentí
- D- s'utilitza en la conducció normal, la transmissió passa de la 1a a la 6a o la 7a marxa i cap enrere.[3]
- R- s'utilitza per fer marxa enrere i té només una etapa
- El S- s'utilitza per a la conducció esportiva, similar a la posició D, però la transmissió manté el motor a revolucions molt més altes, tant quan es mou cap amunt com si es baixa
- +, - s'utilitza quan es vol canviar manualment, la palanca s'empeny cap endavant per canviar a una marxa superior i cap enrere per canviar cap avall[2]

## Models
| Nom    | Orientació   | Proporcions | Màx. parell (N · m) | Tipus d'embragatge |
| ------ | ------------ | ----------- | ------------------- | ------------------ |
| DQ200  | Transversal  | 7           | 250                 | Sec                |
| DQ200e | Transversal  | 7           |                     | Sec                |
| DQ250  | Transversal  | 6           | 400                 | Mullat             |
| DQ380  | Transversal  | 7           | 420                 | Mullat             |
| DQ381  | Transversal  | 7           | 420-430             | Mullat             |
| DQ400e | Transversal  | 6           | 400                 | Mullat             |
| DQ500  | Transversal  | 7           | 600                 | Mullat             |
| DQ511  | Transversal  | 10          | 550                 | Mullat             |
| DL382  | Longitudinal | 7           | 500                 | Mullat             |
| DL501  | Longitudinal | 7           | 600                 | Mullat             |
| DL800  | Longitudinal | 7           |                     | Mullat             |

## Avantatges de la transmissió
- menor consum de combustible[5]
- les rodes passen menys temps sense conduir durant el canvi
- temps de canvi més curt i equipament pre-preparat
- desplaçament suau
- recorregut constant en 600 mil·lisegons independentment de la posició del pedal de l'accelerador o del programa de funcionament[3]

## Inconvenients de la transmissió
- consum de potència del motor lleugerament inferior
- olis de transmissió especials més cars;[8]
- construcció de caixes de canvis relativament cara
- l'ús de la transmissió es limita al parell màxim del motor
- el pes de la caixa de canvis DSG és molt superior al pes de la caixa de canvis clàssica (75 kg vs. 47,5 kg)

## Retirada de vehicles equipats amb transmissions DSG
El 2009, Volkswagen Amèrica va començar a recordar dues campanyes de fàbrica per a vehicles equipats amb una transmissió DSG. En el primer, van participar 13.500 vehicles, per resoldre problemes amb un canvi no planificat al neutre, mentre que en la segona acció amb un problema similar (avaria del sensor de temperatura), es van trucar a 53.300 vehicles. La retirada és el resultat de la investigació de l'Administració nacional de seguretat del trànsit de carreteres (NHTSA) dels Estats Units què els propietaris de vehicles van informar d'una pèrdua sobtada d'energia del vehicle mentre conduïen. L'enquesta va comprovar que hi van intervenir vehicles del model del 2008 al 2009.

## Ús en vehicles
En els Audi, la caixa de canvis DSG va passar a anomenar-se S tronic

### Audi
- Audi TT
- Audi A1
- Audi A3
- Audi S3
- Audi A4 (B8)
- Audi S4 (B8)
- Audi A5
- Audi A7
- Audi A8 (D4)
- Audi Q5
- Audi Q7
- Audi Q3
- Audi Q2

### Bugatti
- Bugatti Veyron EB
- Bugatti Chiron

### SEAT
- SEAT Ibiza
- SEAT León
- SEAT Altea
- SEAT Toledo
- SEAT Alhambra

### Škoda
- Skoda Fabia
- Skoda Octavia
- Škoda Roomster
- Škoda Superb II
- Llàstima de Yeti

### Volkswagen
- Volkswagen Polo
- Volkswagen Golf, GTI, TDI, R32
- Volkswagen Jetta i Bora
- Volkswagen Eos
- Volkswagen Touran
- Volkswagen New Beetle
- Volkswagen New Beetle Convertible
- Volkswagen Passat a la R36
- Volkswagen Passat CC
- Volkswagen Sharan
- Volkswagen Scirocco
- Volkswagen Tiguan
- Volkswagen Touareg

### Vehicles comercials Volkswagen
- Volkswagen Caddy
- Volkswagen T5
- Volkswagen Crafter